# أسر الحيوانات

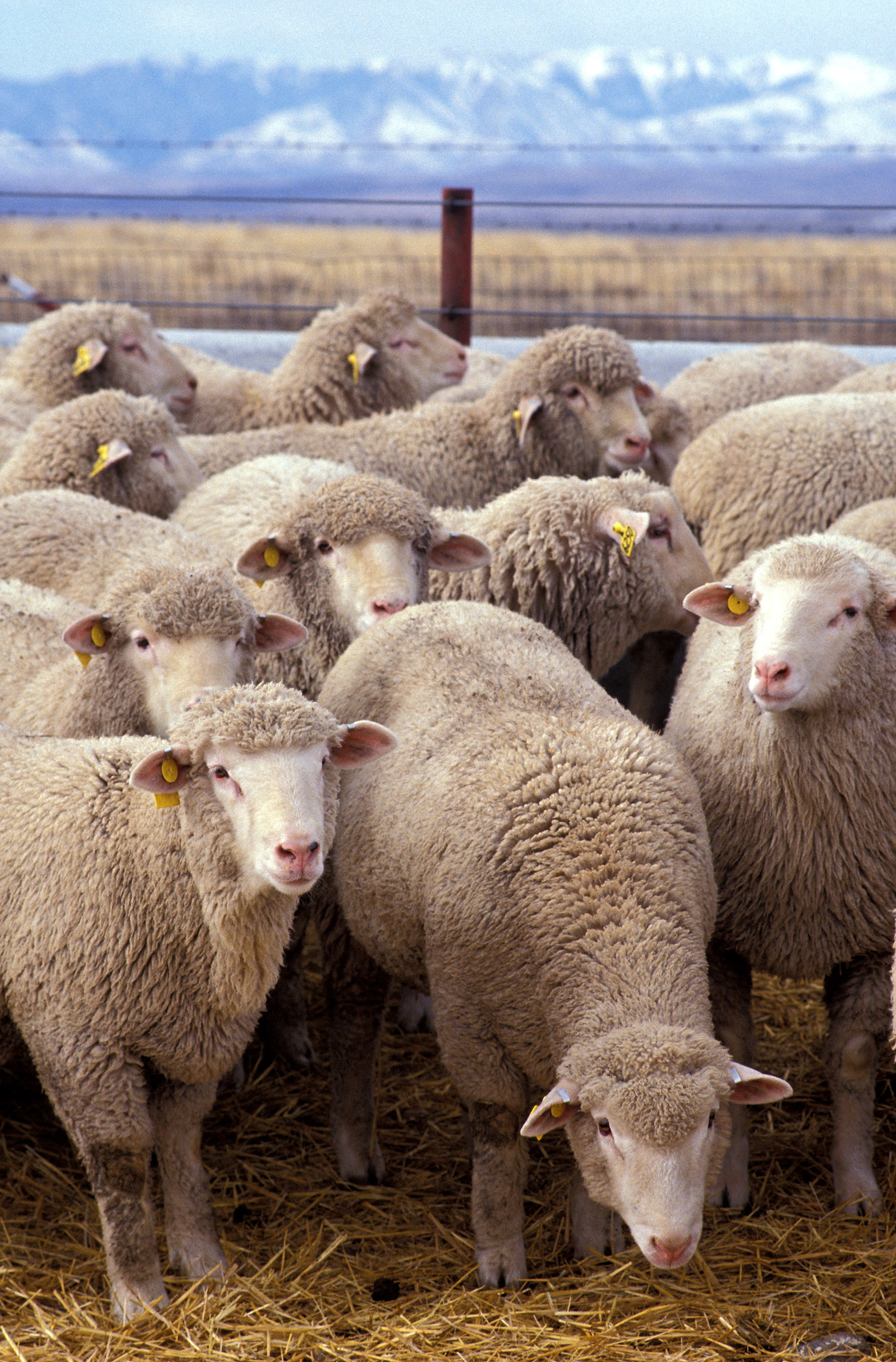
تربية الحيوان

يحتفظ البشر بالحيوانات ويمنعوها من الفرار فهم في أسر. ويطبق هذا المصطلح عادة على الحيوانات البرية التي يتم احتجازها، ولكن يمكن وصف هذا المصطلح أيضًا ب«حفظ الحيوانات» مثل الماشية أو الحيوانات المنزلية. وقد يشمل ذلك، على سبيل المثال، الحيوانات في المزارع وحدائق الحيوان والمختبرات. ويمكن تصنيف الأسر الحيواني وفقا لدوافع وأهداف وشروط الحبس الخاصة.

## التاريخ
على مر التاريخ لم يتم الاحتفاظ بالحيوانات الأليفة فقط كالحيوانات المنزلية والماشية في الأسر وتحت رعاية الإنسان، ولكن أيضا الحيوانات البرية. فبعضها فشل في الترويض. أيضا، في العصور الماضية، في المقام الأول الأغنياء، الأرستقراطيين والملوك جمعوا الحيوانات البرية لأسباب مختلفة. على عكس الترويض، فحافظوا على شراسة وسلوك الحيوانات البرية. وتدعي حدائق الحيوان اليوم أسبابا أخرى لإبقاء الحيوانات تحت رعاية الإنسان: الحفظ والتعليم والعلوم. 

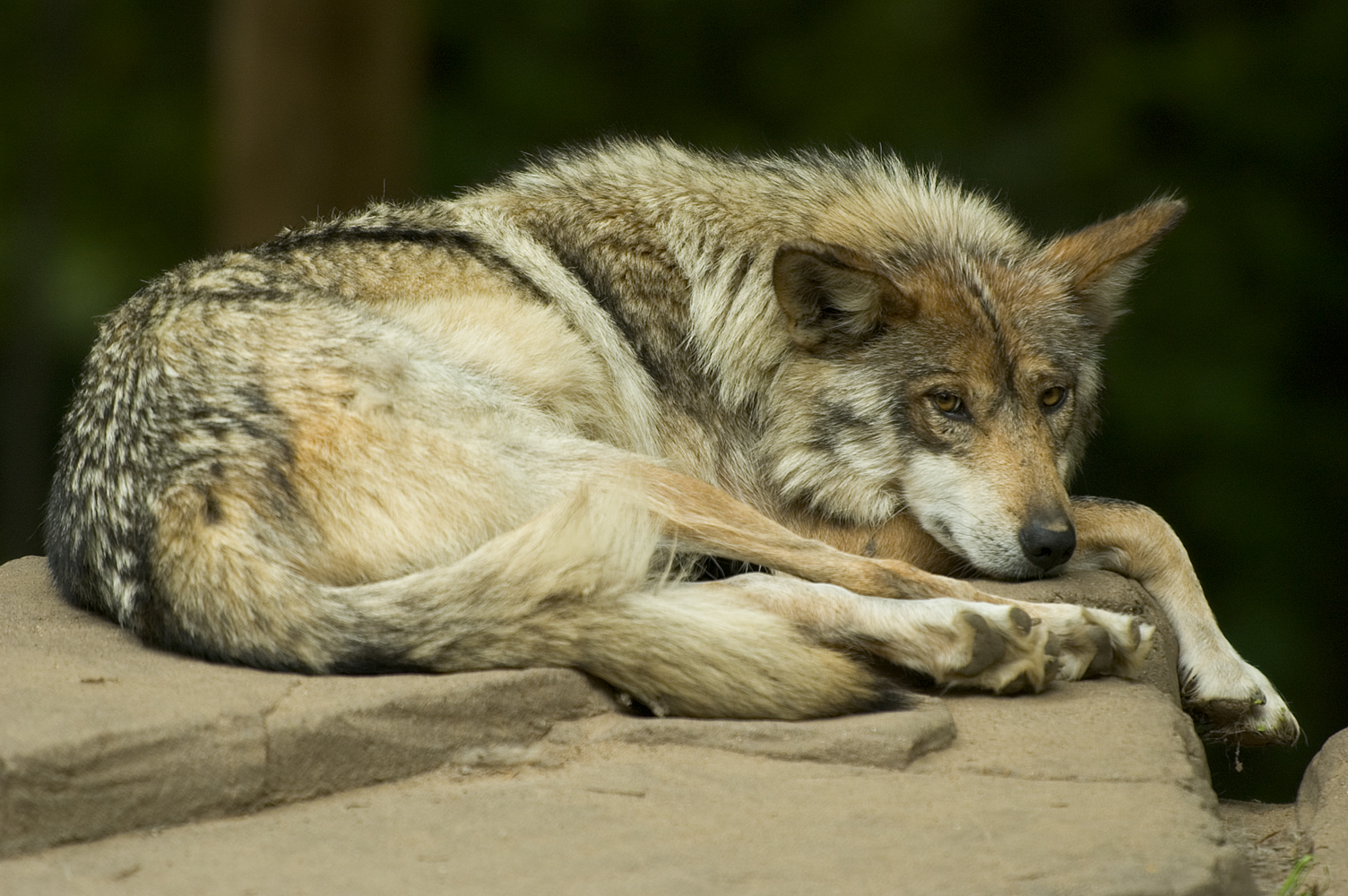
ذئب المكسيكي رمادي مهدد بالانقراض في الأسر لأغراض تربية.

## سلوك الحيوانات في الأسر
الحيوانات الأسيرة، وخاصة تلك التي لا تُروض، وفي بعض الأحيان يقومون بسلوكيات غريبة.
نوع واحد من السلوكيات الغريبة وهي السلوكيات النمطية، أي المتكررة والحركية. ومن الأمثلة على السلوكيات النمطية، السرعة، والإصابة بالنفس، وتعقب المسار، والإفراط في الاستمالة الذاتية. وترتبط هذه السلوكيات مع الإجهاد وعدم وجود التحفيز. العديد من الذين يحافظون على الحيوانات يحاولون منع أو تقليل السلوك النمطي عن طريق إدخال المحفزات، وهي عملية تعرف باسم الإثراء البيئي.
هناك نوع من السلوك غير طبيعي يظهر في الحيوانات الأسرى هو سلوك الإضرار بالنفس. يشير هذا السلوك إلى أي نشاط ينطوي على العض أو الخدش أو الضرب أو تقطيع الشعر أو كزة العين التي قد تؤدي إلى الإصابة. على الرغم من أن معدل حدوثه منخفض، يُلاحَظ هذا السلوك في الرئيسيات، وخاصة عندما يواجهون العزلة الاجتماعية في مرحلة الطفولة. لدغة ذاتية تنطوي على عض الجسم نفسه - عادة الذراعين والساقين والكتفين، أو الأعضاء التناسلية. وتشمل لدغة التهديد عض الجسم نفسه - عادة اليد أو المعصم أو الساعد - بينما يحدق في شخص يراقبه أو حيوان من نفس النوع أو مرآة بطريقة تهديد. الضرب الذاتي ينطوي على ضرب نفسه على أي جزء من الجسم. نكز العين هو سلوك (لوحظ على نطاق واسع في الرئيسيات) أن يضغط بمفصل الإصبع أو الإصبع في المساحة المدارية فوق تجويف العين. نتف الشعر هو حركة الرجيج المطبّقة على الشعر الخاص بالحيوان باستخدام اليدين أو الأسنان، مما أدى إلى الإزالة المفرطة.
درس على نطاق واسع الأسباب القريبة من سلوك الإضرار بالنفس في الرئيسيات الأسيرة. إما العوامل الاجتماعية أو غير الاجتماعية يمكن أن تؤدي إلى هذا النوع من السلوك. وتشمل العوامل الاجتماعية التغييرات في تكوين الأفراد، والإجهاد، والانفصال عن أفراد، والنهج من قبل أو العدوان من أفراد أخرى، الحيوانات من نفس النوع الذكور القريبة، والانفصال عن الإناث، والطرد من مجموعة. وتشكل العزلة الاجتماعية، ولا سيما الاضطرابات الناجمة عن تجارب التربية المبكرة، عامل خطر هام. وقد أشارت الدراسات إلى أنه على الرغم من أن الماكاك الريسوسي التي تربيه الأم لا يزال يظهر بعض السلوكيات الضارة بالنفس، فإن الماكاك الريسوسي التي تربيه الحضانة هو أكثر عرضة للإضرار بالنفس من هذا الذي تربيه الأم. وتشمل العوامل غير الاجتماعية وجود قطع صغير، جرح أو مهيج، طقس البارد، اتصال بشري، وزوار حديقة الحيوان. على سبيل المثال، أظهرت دراسة أن كثافة زوار حديقة الحيوان ترتبط ارتباطا إيجابيا مع عدد الغوريلا التي تضرب على الحاجز، وأن الكثافة المنخفضة لزوار حديقة الحيوان تجعل الغوريلا تتصرف بطريقة أكثر استرخاءً. وغالبا ما لا تستطيع الحيوانات الأسيرة أن تفلت من التركيز والإزعاج الذي يسببه عامة الناس، وقد يؤدي الإجهاد الناجم عن هذا النقص في الرقابة البيئية إلى زيادة معدل السلوكيات الضارة بالنفس.
علاوة على الضرر الذي لحق بالذات، تقوم بعض الحيوانات في أذى الآخرين و التسبب في الضرر النفسي الداخلي. ويمكن عرض ذلك في شكل مختلف، مثل حيتان أوركا، التي لم تقتل قط إنسانا في البرية، مما أسفر عن مقتل اثنين من المدربين الخاصة بها. ويمكن أيضا تحديد التشنجات النفسية، بدءا من التمايل إلى هز الرأس ببطأ إلى سرعة هز الرأس. التزاوج المستمر هو أيضا إبراز العوائق النفسية، مثل تقاطع العيون والعقم.
تشير الدراسات إلى أن العديد من السلوكيات غير طبيعية في الأسرى، بما في ذلك سلوك الإضرار بالنفس، ويمكن معالجته بنجاح من قبل ازدواج الإسكان. ازدواج الإسكان في السابق كان يوفر حيوان واحد مع شريك اجتماعي من نفس الجنس. هذه الطريقة فعالة بشكل خاص مع الرئيسيات، والتي هي معروفة على نطاق واسع لتكون الحيوانات اجتماعية أكثر. الرفقة الاجتماعية التي يقدمها الشريك تشجع التفاعل الاجتماعي، وبالتالي الحد من السلوك غير طبيعي والقلق في الحيوانات الأسرى وكذلك زيادة حركتهم.

## روابط خارجية
- Pet-Abuse.com
- World Association of Zoos and Aquaria
- New York Zoos and Aquarium
- WSPA international website